# ما کاملا خود را کنترل کرده‌ایم
ما کاملاً خود را کنترل کرده‌ایم رمانی از نویسنده آمریکایی کارن جوی فاولر در سال ۲۰۱۳ است. این رمان برنده جایزه پن/فاکنر برای داستان در سال ۲۰۱۴ برای داستان شد و همچنین در فهرست جایزه ادبی من بوکر ۲۰۱۴ در فهرست کوتاه قرار گرفت.